# Eupithecia concava
Eupithecia concava es una especie de polilla de la familia Geometridae. La especie fue descrita por primera vez por (Mironov y Galsworthy habiendo sido descrita en 2007, con distribución en la República de China.